# Risotto
Risotto is een rijstgerecht uit het noorden van Italië. De rijst wordt eerst een paar minuten droog aangebakken en daarna in bouillon gekookt. Tijdens het koken kunnen andere ingrediënten toegevoegd worden, zoals vis of vlees, kruiden en een groentemix, vaak afgemaakt met Parmezaanse kaas. 
Het (vergroot)woord risotto is afkomstig van het Italiaanse riso dat 'rijst' betekent, met het achtervoegsel otto.

## Geschiedenis van de risotto
De algemeen geaccepteerde theorie is dat rijst in de 10e eeuw in Sicilië door de Arabieren geïntroduceerd is. Zo'n 500 jaar later werd in het noorden begonnen met het verbouwen van rijst. De cisterciënzer monniken van het Lucedioklooster in de buurt van het plaatsje Trino (Piëmont) introduceerden rond 1400 de rijstbouw in de Povlakte.
De Spanjaarden, die Lombardije in de 15e eeuw in bezit hadden, hebben hun eigen bijdrage geleverd aan de bereiding van risotto. Hun taal gaf de benaming aan de stap in het bereidingsproces waar de boter wordt toegevoegd, de mantecatura. Dit woord is afgeleid van het Spaanse mantequilla, wat boter betekent.
In de 19e eeuw werden in de Povlakte enorme rijstvelden aangelegd. Veel van deze rijstvelden werden bevloeid met water dat via daarvoor aangelegde kanalen, zoals het Cavourkanaal werd aangevoerd.
In de 20e eeuw zorgden betere productiemethoden en de mechanisatie van de landbouw voor een gestage groei van de rijstteelt. Het regime van Mussolini trachtte de Italiaanse landbouwsector te versterken teneinde Italie zelfredzaam te maken.
Vanwege de armoede die er in de 20e eeuw in Italië heerste, was er voor veel gezinnen geen geld om kaas en/of boter te kopen en at men de risotto zonder.
In de 21e eeuw produceerden Italiaanse rijstbedrijven ook risotto-rijst in andere landen, zoals in Roemenië.

## Rijstsoorten

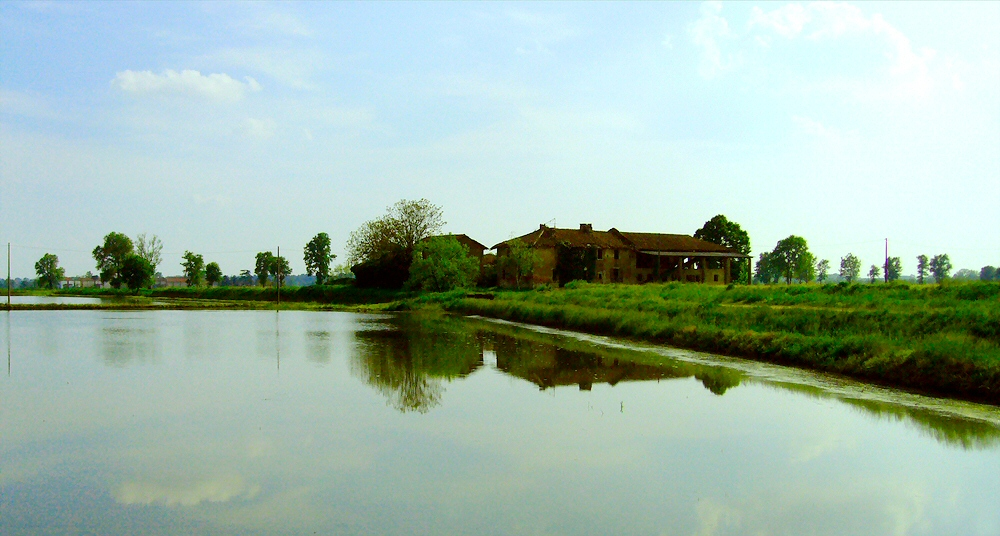
Rijstvelden nabij Vigevano, Lombardije.

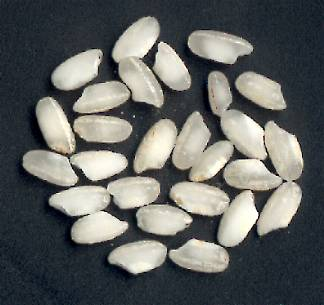
Rijstkorrels arborio

Door het in 1931 opgerichte Ente Nazionale Risi (Nationale rijstautoriteit) is een classificatie gemaakt volgens de grootte van de korrels.
1. Riso commune (huishoudrijst)
2. Riso semifino (rondkorrelige rijst)
3. Riso fino (middelgrote en standaardrijst)
4. Riso superfino (luxerijst)

De Ente Nazionale Risi ziet er op toe dat de verschillende rijstsoorten aan deze criteria voldoen en dat zij onderling niet kruisen.
De rijstkorrels zijn rond en kunnen meer dan viermaal hun gewicht aan vocht opnemen zonder van vorm te veranderen of kapot te koken.
Er zijn verschillende rijstsoorten die voor risotto gebruikt worden. Arborio is de meest gebruikte en de meest verkochte rijstsoort. Andere bekende soorten zijn Carnaroli en Vialone Nano. Minder bekende soorten zijn Cripto, Roma, Baldo, Lido, Alpe, Loto, Europa, Padano, Sant'Andrea, Balilla en Ribe
Carnaroli wordt veel gebruikt in de risotto alla milanese, een typisch risottogerecht uit Milaan.
Vialone Nano komt uit de regio Veneto en werd na de Tweede Wereldoorlog gecultiveerd rondom de stad Verona. De Vialone Nano Veronese P.G.I. is de enige rijst uit Europa die een keurmerk voor beschermde geografische aanduiding heeft ontvangen van de Europese Unie. Het is een semifino rijst, die veel vocht op kan nemen. Hij wordt veel gebruikt in onder andere de Venetiaanse risotto's, die vaak all 'onda (~golvend) geserveerd worden.

## Bereiding van risotto

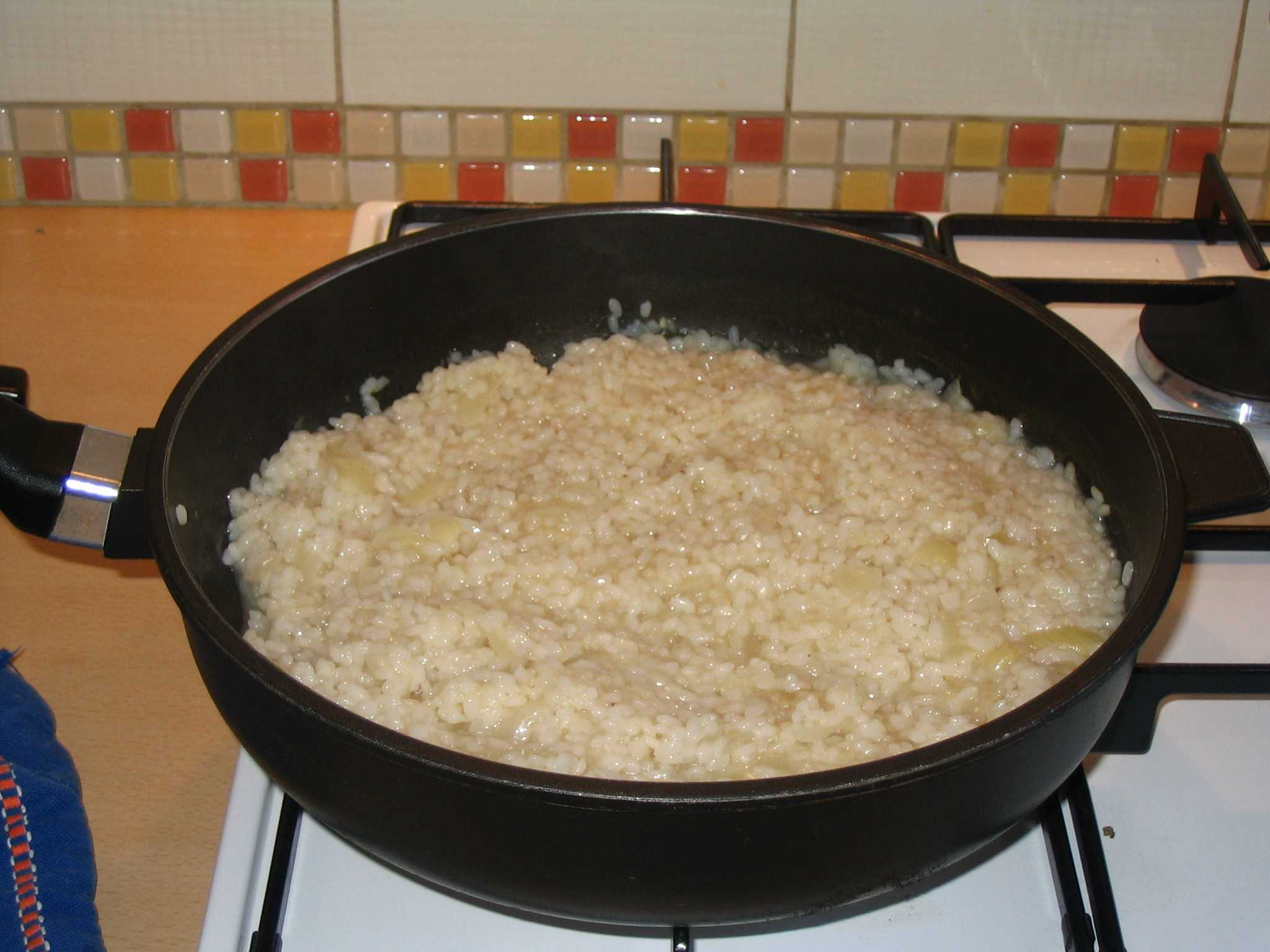
Bereiding van risotto

De bereiding van risotto vindt in vijf of zes verschillende stappen plaats. 
De eerste stap is het maken van een soffrito. Hierbij wordt een gesnipperde ui gesmoord in wat boter.
De tweede stap is de tostatura, hierbij wordt de rijst in de soffrito in twee tot drie minuten aangebakken. De rijst verandert dan van wit ondoorzichtig naar een beetje glazig.
De derde stap is de umifità, het toevoegen van de witte wijn. Dit toevoegen van wijn gebeurt zodat de rijst het vocht op kan nemen. Het is belangrijk om de rijst om te blijven roeren. Door de voortdurende frictie, kan het zetmeel uit de korrels naar de oppervlakte van de korrels komen en opgelost worden in het kookvocht. Dit vrijkomen van zetmeel bindt de rijst en zorgt voor de kleverigheid ervan. Een andere, zij het omstreden werkmethode, die evenwel door sommige chefs wordt gebezigd, is al het vocht in één keer toevoegen (twee delen vocht op één deel rijst) en rustig laten sudderen tot al het vocht is opgenomen.
De vierde stap is de brodo, het toevoegen van de bouillon, zodat de rijst smaak en meer vocht kan opnemen. Meestal is het kippenbouillon.
De vijfde en meestal laatste stap is de mantecatura. Dit is een korte rustpauze van circa één minuut, gevolgd door het toevoegen van kaas (Grana Padano) en boter. Hierna wordt de risotto meestal direct opgediend (of er kan nog een stap bijzitten waar er overige ingrediënten aan toegevoegd worden zoals groenten of vlees) , het wordt het  liefst zo heet mogelijk opgediend. Door het toevoegen van deze romige bestanddelen, wordt de structuur van de risotto ook wat losser.

## Enkele bekende risotto's
Hoewel risottogerechten op veel verschillende manieren klaargemaakt kunnen worden, zijn er in de klassieke Italiaanse keuken enkele bekende risotto's. Hieronder staat een overzicht van deze gerechten.
| Italiaanse naam                 | Nederlandse naam                | Ingrediënten                                                |
| ------------------------------- | ------------------------------- | ----------------------------------------------------------- |
| Risotto alla parmigiana         | Risotto uit Parma               | Boter, ui, witte wijn, bouillon, Parmezaanse kaas           |
| Risotto alla milanese           | Risotto uit Milaan              | Boter, ui, witte wijn, bouillon, merg, saffraan, kaas       |
| Risotto alla monzese            | Risotto uit Monza               | Boter, ui, witte wijn, bouillon, Monzaanse saus, kaas       |
| Riso mantecato                  | Riso mantecato                  | Boter, ui, witte wijn, bouillon, roomkaas, room, kaas       |
| Risotto ai funghi               | Risotto met paddenstoelen       | Boter, ui, witte wijn, bouillon, paddenstoelen, kaas        |
| Risotto ai frutti di mare       | Risotto met zeevruchten         | Olie, knoflook, witte wijn, visbouillon, schelpen, mosselen |
| Risotto al radicchio trevigiano | Risotto met roodlof uit Treviso | Boter, olie, sjalot, witte wijn, bouillon, roodlof, kaas    |
| Risotto alla zucca              | Risotto met pompoen             | Boter, ui, witte wijn, gekookte pompoen, nootmuskaat, kaas  |

## Risotto en cultuur
De risotto en de rijstbouw hebben een belangrijke plaats ingenomen in de Italiaanse geschiedenis. Hieronder puntsgewijs enkele verhalen over risotto.
- Volgens de legende is de Risotto alla Milanese door de Vlaming Valerius di Flandria bedacht. Valerius was een leerling glasmaker, die werkte aan de glas-in-loodramen van de Dom van Milaan in 1574. Door zijn collega's werd hij gepest dat hij saffraan aan het glas toevoegde om zo een mooie gele kleur te krijgen. Dat bracht hem op een idee: hij kleurde ook rijst met saffraan en de Risotto alla Milanese was geboren.
- In 1949 verscheen de neorealistische film Riso Amaro ('Bittere rijst'), die het leven vastlegt van de vrouwelijke seizoensarbeiders die in de rijstvelden werkten.